# Zapîtiv
Zapîtiv (în ucraineană Запитів) este o așezare de tip urban din raionul Kameanka-Buzka, regiunea Liov, Ucraina. În afara localității principale, nu cuprinde și alte sate.

## Demografie
Componența lingvistică a așezării de tip urban Zapîtiv
     Ucraineană (99,78%)
     Alte limbi (0,18%)
Conform recensământului din 2001, majoritatea populației așezării de tip urban Zapîtiv era vorbitoare de ucraineană (99,78%), existând în minoritate și vorbitori de alte limbi.